# Remco Breuker
Remco Erik Breuker (Zaandam, 23 juni 1972) is een Nederlands Korea-deskundige, hoogleraar en vertaler. Sinds 2011 is hij hoogleraar Koreastudies aan de Universiteit Leiden.

## Leven en werk
Tussen 2001 en 2006 was Breuker wetenschappelijk onderzoeker aan de Universiteit Leiden, waar hij in 2006 promoveerde op het proefschrift When truth is everywhere. The formation of plural identities in medieval Korea, 918-1170. Van januari 2007 tot maart 2008 was hij postdoctoral fellow Pacifische en Aziatische geschiedenis aan de Australian National University. In maart 2008 keerde hij terug in Leiden, als senior onderzoeker aan de School of Asian Studies. Deze functie vervulde hij tot augustus 2011, waarna hij in september dat jaar benoemd werd tot hoogleraar Koreastudies. Hij hield zijn oratie, getiteld Alsof het ertoe doet: het verleden in het heden in Korea en elders, op 12 september 2012.
Naast zijn wetenschappelijk werk is hij sinds 1998 actief als freelance vertaler Koreaans. Hij is ook vaste columnist van het universitaire weekblad Mare.

## Publicaties (selectie)
- De Koreaanse golf. De onstuitbare opmars van de N.V. Zuid-Korea. Uitgeverij Prometheus, 2023. ISBN  9789044639919
- De BV Noord-Korea. Een kernmacht in de marge. Uitgeverij Prometheus, 2018, ISBN 9789044637311
- Jo Kyung-ran: Tong. Vert. door Remco Breuker en Imke van Gardingen. Amsterdam, Uitgeverij Orlando, 2017. ISBN 978-94-92086-37-2 (Herdr. editie Meulenhoff, 2009)
- R. Breuker: As if it matters. The past in the present in Korean and elsewhere. Oratie Universiteit Leiden, 2012. Open access
- Remco Breuker: When truth is everywhere. The formation of plural identities in medieval Korea, 918-1170. Proefschrift Universiteit Leiden, 2006. Open access
- Hwang Sǒg-yǒng: Mijnheer Han. Vert. door Remco Breuker en Imke van Gardingen. Amsterdam, De Arbeiderspers, 2005. ISBN 90-295-6319-2

- Gemeinsame Normdatei: 1064861156
- International Standard Name Identifier: 0000 0001 1933 7760
- Library of Congress Control Number: no2008159825
- NARCIS: PRS1286470
- Nationale Bibliotheek van Israël: 987007320023705171
- Nederlandse Thesaurus van Auteursnamen: 288083679
- ORCID: 0000-0003-4320-927X
- Système universitaire de documentation: 127523073
- Virtual International Authority File: 39203593
- WorldCat: E39PBJjMwvq93BhKcDy7wHc9Dq